# Friedrich Lorentz
Friedrich Lorentz (Güstrow, 18 dicembre 1870 – Sopot, 29 marzo 1937) è stato uno storico e linguista tedesco.
Autore di pubblicazioni nel campo della linguistica e della cultura kashubiana.

## Opere
- Slovinzische Texte S.-Peterburg : Izdanìe Vtorogo Otdělenìâ Imperatorskoj Akademìi Nauk, 1905.
- Kaszubi: kultura ludowa i język translated as "The Cassubian civilization" by Friedrich Lorentz and A. Fischer con Tadeusz Lehr-Spławiński, London, Faber and Faber, 1935.